# Mästerdetektiven
Mästerdetektiven (engelska: Father Brown) är en brittisk kriminalfilm från 1954 i regi av Robert Hamer.
Filmen är löst baserad på G. K. Chestertons noveller om Fader Brown.

## Rollista i urval
- Alec Guinness - Fader Brown
- Joan Greenwood - Lady Warren
- Peter Finch - Gustave Flambeau
- Cecil Parker - biskopen
- Bernard Lee - kommissarie Valentine
- Sid James - Bert Parkinson
- Gérard Oury - kommissarie Dubois
- Ernest Clark - biskopens sekreterare
- Aubrey Woods - Charlie
- John Salew - vakthavande på polisstationen
- Sam Kydd - Scotland Yard-polis
- John Horsley - kommissarie Wilkins
- Marne Maitland - maharadjan
- Austin Trevor - härolden
- Ernest Thesiger - Vicomte de Verdigris